# 이현준 (1955년)
이현준(李鉉濬, 1955년 3월 29일 ~ , 경상북도 예천군)은 대한민국의 정치인이다. 제7·8대 경상북도의회 의원과 민선 5·6기 예천군수를 역임하였다.

## 학력
- 1962.03 ~ 1968.02 : 예천초등학교
- 1968.03 ~ 1971.02 : 예천중학교
- 1971.03 ~ 1974.02 : 대창고등학교
- 1979.02. 단국대학교 법정대학 행정학과 학사
- 1982.08. 고려대학교 경영대학원 석사과정 수료

## 경력
- 2002.07.01 ~ 2010.03.18 : 경상북도의회 의원(2선, 한나라당)
- 예천시외버스터미널 대표이사
- 2004.07.01 ~ 2006.06.30 : 한나라당 경북도당 도의원협의회 운영위원
- 2006.07.01 ~ 2008.06.30 : 경상북도의회 기획경제위원회위원회 위원장
- 2007.04.24 ~ 2008.05 : 도청이전 추진위회 / 위원
- 2008.09.01 ~ 2009.08.30 : 경상북도의회 정책연구위원회 위원장
- 2009.12.19 ~ 2010.03.18 : 경북도의회 도청이전지원특별위원회 위원장
- 2010.07.01 ~ 2018.06.30 : 제35,36대 경북 예천군수(민선, 새누리당)
- 2010.07 ~ : 한국중고등학교양궁연맹 회장
- 2017.10 ~ : 세계전통활연맹 회장

## 역대 선거 결과
|  | 67.29% |

|  | 63.70% |

|  | 46.18% |

|  | 74.38% |

|  | 46.71% |